# Gare de Chindrieux
Gare de Chindrieux vasútállomás Franciaországban, Chindrieux településen.

## Vasútvonalak
Az állomást az alábbi vasútvonalak érintik:
- Culoz–Modane-vasútvonal

## Kapcsolódó állomások
A vasútállomáshoz az alábbi állomások vannak a legközelebb:
- Gare d’Aix-les-Bains-Le Revard
- Gare de Vions - Chanaz